# Kurmalà
Kurmalà - Курмала (rus) - és un poble de la República del Tatarstan, a Rússia. El 2015 tenia 152 habitants. Pertany al districte (raion) de Baltassí.